# Palpita limbata
Palpita limbata es una especie de polillas perteneciente a la familia Crambidae. Se encuentra en la isla de Rennell y Guadalcanal, así como en Australia, donde se ha registrado en Queensland y Nueva Gales del Sur.
Las alas anteriores son de color blanco translúcido con una pequeña mancha. Los márgenes de las alas tienen un borde estrecho entrecortado de color marrón oscuro.